# Мис Чукотський
64°16′00″ пн. ш. 173°04′00″ зх. д. / 64.26667° пн. ш. 173.06667° зх. д.

Мис Чукотський — мис на південно-сході Чукотського півострова при східному вході в бухту Провидіння, омивається Беринговим морем. Відноситься до території Провіденського району Чукотського автономного округу Росії. По мису Чукотському проводиться північна межа Анадирської затоки.
Скельними виступами висотою до 300-400 м мис обривається до моря масивом мезозойсько-кайнозойських гранітів гори "Останець" (638 м). Тут характерні плоскі вершинні поверхні, нагірні тераси, численні скельні останці — кекури. В розпадках формуються вузькі галькові пляжі, а також зустрічаються вузькі, витягнуті вздовж берега фрагменти морських терас . У морській акваторії вздовж мису розташовані буруни.
На скелях мису знаходиться колонія птахів загальною чисельністю приблизно 1 тис. особин, гніздяться кочівний буревісник, берингов баклан, мартин трипалий, кайра, тихоокеанський чистик, іпатка . На невеликих пляжах біля підніжжя мису Чукотський виходять на берег сивучі.
Біля мису знаходиться древньоескімоське поселення "Югагагит". 